# Norbertuscollege
Het Norbertus is een katholieke middelbare school in het centrum van Roosendaal. De school biedt opleidingen voor zowel havo als atheneum en gymnasium en is genoemd naar de Heilige Norbertus (1080 - 1134). 
Het Norbertus maakt deel uit van de scholengemeenschap Tongerlo, waar ook het Gertrudis en het DaVinci deel van uitmaken. De school valt onder het bestuur van de vereniging Ons Middelbaar Onderwijs (OMO).

## Geschiedenis
Het Sint-Norbertuslyceum werd in 1919 opgericht door een initiatiefgroep van vooraanstaande Roosendalers waaronder kapelaan Batenburg van de Sint Jansparochie. Zij vormden het eerste bestuur. Dit bestuur trad in april 1919 tot de vereniging Ons Middelbaar Onderwijs toe. De eerste rector was A.P.J. van den Hout. In 2009 vierde de school haar 90-jarig jubileum, met de proms à gogo. Dit was een driedaagse theatervoorstelling in het Roosendaalse theater De Kring. In 2017 zijn het Norbertus College en het Gertrudis Lyceum gefuseerd. 
De school heeft een online schoolkrant, Het Lyceum Draait Door.  Eerder verschenen andere schoolkranten onder de namen Krantje , Norspot en daarvoor Norbertje.

## Dagdelenonderwijs
In 2006 won de school een geldprijs van € 50.000, vanwege een nieuwe manier van lesgeven. Dit is het zogenaamde Dagdelenonderwijs, waarbij een vak niet op de traditionele manier 1 lesuur duurt, maar 3 lesuren achter elkaar. In de praktijk komt het er wel op neer, dat het laatste lesuur (van 10 over 3 tot 4 uur), maar tot half 4 duurt, dus een half uur korter.
Leerlingen hebben hierbij de vrijheid om uit verschillende soorten lessen te kiezen; zelfstandig (waarbij het de bedoeling is dat de leerling in stilte werkt), begeleid (waarbij de leerling vragen kan stellen aan docent of mede-leerlingen) en klassikaal (de klassieke les).
Echter, een aantal jaren later is dit systeem opgeschort vanwege een gebrek aan resultaat.

## Prijzen
In 2016 won de klas nV2e een prijs van 2.500 euro bij de Science Challenge van het 3M lab. Dit was onder leiding van het vak wetenschapsles. Het project was een verbeterde fiets die het leven beter zou maken.

## Sterrenkundeclub Norbertus
Het Norbertus is ook actief in de sterrenkunde. De school is in het bezit van een eigen observatorium op het dak en beschikt over een aantal astronomische instrumenten. De sterrenkundeclub is nog steeds actief en komt maandelijks bij elkaar.

## 3D-printerclub Norbertus
Het Norbertus is ook actief in het werken met een 3D-printer. Er worden wekelijks lessen gegeven voor de 1e, 2e en 3e klassen over het modelleren van 3d-modellen met OpenSCAD.

## Bekende oud-leerlingen
- Ralph Wijers
- Ahmet Polat
- Bart Nijman
- Daniël Verlaan
- Fabiënne Bergmans
- Fons Rademakers
- Hoyte van Hoytema
- Jef Rademakers
- Niek van der Velden
- Sanneke Vermeulen
- Steven Adriaansen
- Tamara van Ark
- Ton Verlind